# Vòng đấu loại trực tiếp UEFA Europa League 2021-22
Vòng đấu loại trực tiếp UEFA Europa League 2021–22 bắt đầu vào ngày 17 tháng 2 với vòng play-off đấu loại trực tiếp và kết thúc vào ngày 18 tháng 5 năm 2022 với trận chung kết tại Sân vận động Ramón Sánchez Pizjuán ở Seville, Tây Ban Nha, để xác định đội vô địch của UEFA Europa League 2021-22. Có tổng cộng 24 đội thi đấu ở vòng đấu loại trực tiếp.
Thời gian là CET/CEST, do UEFA liệt kê (giờ địa phương, nếu khác nhau thì nằm trong ngoặc đơn).

## Các đội lọt vào
Vòng đấu loại trực tiếp bao gồm 24 đội: 16 đội lọt vào với tư cách là đội nhất và nhì của mỗi bảng trong số tám bảng ở vòng bảng, và tám đội đứng thứ ba từ vòng bảng UEFA Champions League 2021-22.

### Các đội nhất và nhì vòng bảng Europa League
| Bảng | Đội nhất (đi tiếp vào vòng 16 đội và được xếp vào nhóm hạt giống ờ lễ bốc thăm) | Đội nhì (đi tiếp vào vòng play-off đấu loại trực tiếp và được xếp vào nhóm hạt giống ờ lễ bốc thăm) |
| ---- | ------------------------------------------------------------------------------- | --------------------------------------------------------------------------------------------------- |
| A    | Lyon                                                                            | Rangers                                                                                             |
| B    | Monaco                                                                          | Real Sociedad                                                                                       |
| C    | Spartak Moscow                                                                  | Napoli                                                                                              |
| D    | Eintracht Frankfurt                                                             | Olympiacos                                                                                          |
| E    | Galatasaray                                                                     | Lazio                                                                                               |
| F    | Red Star Belgrade                                                               | Braga                                                                                               |
| G    | Bayer Leverkusen                                                                | Real Betis                                                                                          |
| H    | West Ham United                                                                 | Dinamo Zagreb                                                                                       |

### Các đội đứng thứ ba vòng bảng Champions League
| Bảng | Đội đứng thứ ba (tham dự vào vòng play-off đấu loại trực tiếp và được xếp vào nhóm không hạt giống ờ lễ bốc thăm) |
| ---- | --- |
| A    | RB Leipzig |
| B    | Porto |
| C    | Borussia Dortmund                                                                                                 |
| D    | Sheriff Tiraspol                                                                                                  |
| E    | Barcelona |
| F    | Atalanta |
| G    | Sevilla |
| H    | Zenit Saint Petersburg                                                                                            |

## Thể thức
Mỗi cặp đấu ở vòng đấu loại trực tiếp, ngoại trừ trận chung kết, được diễn ra theo thể thức hai lượt, với mỗi đội thi đấu một lượt tại sân nhà. Đội nào ghi được tổng số bàn thắng nhiều hơn qua hai lượt trận đi tiếp vào vòng tiếp theo. Nếu tổng tỉ số bằng nhau, thì 30 phút của hiệp phụ được diễn ra (luật bàn thắng sân khách không được áp dụng). Nếu tỉ số vẫn bằng nhau tại thời điểm cuối hiệp phụ, đội thắng được quyết định bằng loạt sút luân lưu. Ở trận chung kết, nơi diễn ra một trận duy nhất, nếu tỉ số hòa sau thời gian thi đấu chính thức, hiệp phụ được diễn ra, sau đó là loạt sút luân lưu nếu tỉ số vẫn hòa.

Cơ chế của lễ bốc thăm cho mỗi vòng như sau:
- Ở lễ bốc thăm cho vòng play-off đấu loại trực tiếp, tám đội nhì bảng được xếp vào nhóm hạt giống, và tám đội đứng thứ ba vòng bảng Champions League được xếp vào nhóm không hạt giống. Các đội hạt giống được bốc thăm để đấu với các đội không hạt giống, với các đội hạt giống tổ chức trận lượt về. Các đội từ cùng hiệp hội không thể được bốc thăm để đấu với nhau.
- Ở lễ bốc thăm cho vòng 16 đội, tám đội nhất bảng được xếp vào nhóm hạt giống, và tám đội thắng của vòng play-off đấu loại trực tiếp được xếp vào nhóm không hạt giống. Các đội hạt giống được bốc thăm để đấu với các đội không hạt giống, với các đội hạt giống tổ chức trận lượt về. Các đội từ cùng hiệp hội không thể được bốc thăm để đấu với nhau.
- Ở lễ bốc thăm cho vòng tứ kết và bán kết, không có đội hạt giống nào, và các đội từ cùng hiệp hội có thể được bốc thăm để đấu với nhau. Do lễ bốc thăm cho vòng tứ kết và bán kết được tổ chức cùng nhau trước khi vòng tứ kết được diễn ra, danh tính của các đội thắng tứ kết không được biết tại thời điểm bốc thăm bán kết. Một lượt bốc thăm cũng được tổ chức để xác định đội thắng bán kết nào được chỉ định là đội "nhà" cho trận chung kết (vì mục đích hành chính do trận đấu được diễn ra tại một địa điểm trung lập).

## Lịch thi đấu
Lịch thi đấu như sau (tất cả các lễ bốc thăm được tổ chức tại trụ sở UEFA ở Nyon, Thụy Sĩ).
| Vòng                             | Ngày bốc thăm                   | Lượt đi                                                             | Lượt về                                                             |
| -------------------------------- | ------------------------------- | ------------------------------------------------------------------- | ------------------------------------------------------------------- |
| Vòng play-off đấu loại trực tiếp | 13 tháng 12 năm 2021, lúc 13:00 | 17 tháng 2 năm 2022                                                 | 24 tháng 2 năm 2022                                                 |
| Vòng 16 đội                      | 25 tháng 2 năm 2022, lúc 12:00  | 10 tháng 3 năm 2022                                                 | 17 tháng 3 năm 2022                                                 |
| Tứ kết                           | 18 tháng 3 năm 2022, lúc 13:30  | 7 tháng 4 năm 2022                                                  | 14 tháng 4 năm 2022                                                 |
| Bán kết                          | 18 tháng 3 năm 2022, lúc 13:30  | 28 tháng 4 năm 2022                                                 | 5 tháng 5 năm 2022                                                  |
| Chung kết                        | 18 tháng 3 năm 2022, lúc 13:30  | 18 tháng 5 năm 2022 tại Sân vận động Ramón Sánchez Pizjuán, Seville | 18 tháng 5 năm 2022 tại Sân vận động Ramón Sánchez Pizjuán, Seville |

## Nhánh đấu
|  | Vòng play-off đấu loại trực tiếp | Vòng play-off đấu loại trực tiếp | Vòng play-off đấu loại trực tiếp | Vòng play-off đấu loại trực tiếp |                      |   | Vòng 16 đội | Vòng 16 đội | Vòng 16 đội | Vòng 16 đội |  |  | Tứ kết | Tứ kết | Tứ kết | Tứ kết |  |  | Bán kết | Bán kết | Bán kết | Bán kết |  |  | Chung kết | Chung kết | Chung kết | Chung kết |
|  |                                  |                                  |                                  |                                  |                      |   |             |             |             |             |  |  |        |        |        |        |  |  |         |         |         |         |  |  |           |           |           |           |
|  |                                  |                                  |                                  |                                  |                      |   |             |             |             |             |  |  |        |        |        |        |  |  |         |         |         |         |  |  |           |           |           |           |
|  |                                  |                                  |                                  |                                  |                      |   |             |             |             |             |  |  |        |        |        |        |  |  |         |         |         |         |  |  |           |           |           |           |
|  | Sevilla                          | 3                                | 0                                | 3                                |                      |   |             |             |             |             |  |  |        |        |        |        |  |  |         |         |         |         |  |  |           |           |           |           |
|  | Sevilla                          | 3                                | 0                                | 3                                |                      |   |             |             |             |             |  |  |        |        |        |        |  |  |         |         |         |         |  |  |           |           |           |           |
|  | Dinamo Zagreb                    | 1                                | 1                                | 2                                |                      |   |             |             |             |             |  |  |        |        |        |        |  |  |         |         |         |         |  |  |           |           |           |           |
|  | Dinamo Zagreb                    | 1                                | 1                                | 2                                | Sevilla              | 1 | 0           | 1           |             |             |  |  |        |        |        |        |  |  |         |         |         |         |  |  |           |           |           |           |
|  |                                  |                                  |                                  |                                  | Sevilla              | 1 | 0           | 1           |             |             |  |  |        |        |        |        |  |  |         |         |         |         |  |  |           |           |           |           |
|  |                                  |                                  | West Ham United (s.h.p.)         | 0                                | 2                    | 2 |             |             |             |             |  |  |        |        |        |        |  |  |         |         |         |         |  |  |           |           |           |           |
|  |                                  |                                  | West Ham United (s.h.p.)         | 0                                | 2                    | 2 |             |             |             |             |  |  |        |        |        |        |  |  |         |         |         |         |  |  |           |           |           |           |
|  |                                  |                                  |                                  |                                  |                      |   |             |             |             |             |  |  |        |        |        |        |  |  |         |         |         |         |  |  |           |           |           |           |
|  |                                  |                                  |                                  |                                  |                      |   |             |             |             |             |  |  |        |        |        |        |  |  |         |         |         |         |  |  |           |           |           |           |
|  | West Ham United                  | 1                                | 3                                | 4                                |                      |   |             |             |             |             |  |  |        |        |        |        |  |  |         |         |         |         |  |  |           |           |           |           |
|  | West Ham United                  | 1                                | 3                                | 4                                |                      |   |             |             |             |             |  |  |        |        |        |        |  |  |         |         |         |         |  |  |           |           |           |           |
|  |                                  | Lyon                             | 1                                | 0                                | 1                    |   |             |             |             |             |  |  |        |        |        |        |  |  |         |         |         |         |  |  |           |           |           |           |
|  | Porto                            | Lyon                             | 1                                | 0                                | 1                    | 2 | 2           | 4           |             |             |  |  |        |        |        |        |  |  |         |         |         |         |  |  |           |           |           |           |
|  | Porto                            |                                  |                                  |                                  |                      | 2 | 2           | 4           |             |             |  |  |        |        |        |        |  |  |         |         |         |         |  |  |           |           |           |           |
|  | Lazio                            | 1                                | 2                                | 3                                |                      |   |             |             |             |             |  |  |        |        |        |        |  |  |         |         |         |         |  |  |           |           |           |           |
|  | Lazio                            | 1                                | 2                                | 3                                | Porto                | 0 | 1           | 1           |             |             |  |  |        |        |        |        |  |  |         |         |         |         |  |  |           |           |           |           |
|  |                                  |                                  |                                  |                                  | Porto                | 0 | 1           | 1           |             |             |  |  |        |        |        |        |  |  |         |         |         |         |  |  |           |           |           |           |
|  |                                  |                                  | Lyon                             | 1                                | 1                    | 2 |             |             |             |             |  |  |        |        |        |        |  |  |         |         |         |         |  |  |           |           |           |           |
|  |                                  |                                  | Lyon                             | 1                                | 1                    | 2 |             |             |             |             |  |  |        |        |        |        |  |  |         |         |         |         |  |  |           |           |           |           |
|  |                                  |                                  |                                  |                                  |                      |   |             |             |             |             |  |  |        |        |        |        |  |  |         |         |         |         |  |  |           |           |           |           |
|  |                                  |                                  |                                  |                                  |                      |   |             |             |             |             |  |  |        |        |        |        |  |  |         |         |         |         |  |  |           |           |           |           |
|  | West Ham United                  | 1                                | 0                                | 1                                |                      |   |             |             |             |             |  |  |        |        |        |        |  |  |         |         |         |         |  |  |           |           |           |           |
|  | West Ham United                  | 1                                | 0                                | 1                                |                      |   |             |             |             |             |  |  |        |        |        |        |  |  |         |         |         |         |  |  |           |           |           |           |
|  |                                  | Eintracht Frankfurt              | 2                                | 1                                | 3                    |   |             |             |             |             |  |  |        |        |        |        |  |  |         |         |         |         |  |  |           |           |           |           |
|  | Zenit Saint Petersburg           | Eintracht Frankfurt              | 2                                | 1                                | 3                    | 2 | 0           | 2           |             |             |  |  |        |        |        |        |  |  |         |         |         |         |  |  |           |           |           |           |
|  | Zenit Saint Petersburg           |                                  |                                  |                                  |                      | 2 | 0           | 2           |             |             |  |  |        |        |        |        |  |  |         |         |         |         |  |  |           |           |           |           |
|  | Real Betis                       | 3                                | 0                                | 3                                |                      |   |             |             |             |             |  |  |        |        |        |        |  |  |         |         |         |         |  |  |           |           |           |           |
|  | Real Betis                       | 3                                | 0                                | 3                                | Real Betis           | 1 | 1           | 2           |             |             |  |  |        |        |        |        |  |  |         |         |         |         |  |  |           |           |           |           |
|  |                                  |                                  |                                  |                                  | Real Betis           | 1 | 1           | 2           |             |             |  |  |        |        |        |        |  |  |         |         |         |         |  |  |           |           |           |           |
|  |                                  |                                  | Eintracht Frankfurt (s.h.p.)     | 2                                | 1                    | 3 |             |             |             |             |  |  |        |        |        |        |  |  |         |         |         |         |  |  |           |           |           |           |
|  |                                  |                                  | Eintracht Frankfurt (s.h.p.)     | 2                                | 1                    | 3 |             |             |             |             |  |  |        |        |        |        |  |  |         |         |         |         |  |  |           |           |           |           |
|  |                                  |                                  |                                  |                                  |                      |   |             |             |             |             |  |  |        |        |        |        |  |  |         |         |         |         |  |  |           |           |           |           |
|  |                                  |                                  |                                  |                                  |                      |   |             |             |             |             |  |  |        |        |        |        |  |  |         |         |         |         |  |  |           |           |           |           |
|  | Eintracht Frankfurt              | 1                                | 3                                | 4                                |                      |   |             |             |             |             |  |  |        |        |        |        |  |  |         |         |         |         |  |  |           |           |           |           |
|  | Eintracht Frankfurt              | 1                                | 3                                | 4                                |                      |   |             |             |             |             |  |  |        |        |        |        |  |  |         |         |         |         |  |  |           |           |           |           |
|  |                                  | Barcelona                        | 1                                | 2                                | 3                    |   |             |             |             |             |  |  |        |        |        |        |  |  |         |         |         |         |  |  |           |           |           |           |
|  | Barcelona                        | Barcelona                        | 1                                | 2                                | 3                    | 1 | 4           | 5           |             |             |  |  |        |        |        |        |  |  |         |         |         |         |  |  |           |           |           |           |
|  | Barcelona                        |                                  |                                  |                                  |                      | 1 | 4           | 5           |             |             |  |  |        |        |        |        |  |  |         |         |         |         |  |  |           |           |           |           |
|  | Napoli                           | 1                                | 2                                | 3                                |                      |   |             |             |             |             |  |  |        |        |        |        |  |  |         |         |         |         |  |  |           |           |           |           |
|  | Napoli                           | 1                                | 2                                | 3                                | Barcelona            | 0 | 2           | 2           |             |             |  |  |        |        |        |        |  |  |         |         |         |         |  |  |           |           |           |           |
|  |                                  |                                  |                                  |                                  | Barcelona            | 0 | 2           | 2           |             |             |  |  |        |        |        |        |  |  |         |         |         |         |  |  |           |           |           |           |
|  |                                  |                                  | Galatasaray                      | 0                                | 1                    | 1 |             |             |             |             |  |  |        |        |        |        |  |  |         |         |         |         |  |  |           |           |           |           |
|  |                                  |                                  | Galatasaray                      | 0                                | 1                    | 1 |             |             |             |             |  |  |        |        |        |        |  |  |         |         |         |         |  |  |           |           |           |           |
|  |                                  |                                  |                                  |                                  | 18 tháng 5 – Seville |   |             |             |             |             |  |  |        |        |        |        |  |  |         |         |         |         |  |  |           |           |           |           |
|  |                                  |                                  |                                  |                                  |                      |   |             |             |             |             |  |  |        |        |        |        |  |  |         |         |         |         |  |  |           |           |           |           |
|  | Eintracht Frankfurt (p)          | Eintracht Frankfurt (p)          | Eintracht Frankfurt (p)          | 1 (5)                            |                      |   |             |             |             |             |  |  |        |        |        |        |  |  |         |         |         |         |  |  |           |           |           |           |
|  | Eintracht Frankfurt (p)          | Eintracht Frankfurt (p)          | Eintracht Frankfurt (p)          | 1 (5)                            |                      |   |             |             |             |             |  |  |        |        |        |        |  |  |         |         |         |         |  |  |           |           |           |           |
|  |                                  | Rangers                          | Rangers                          | Rangers                          | 1 (4)                |   |             |             |             |             |  |  |        |        |        |        |  |  |         |         |         |         |  |  |           |           |           |           |
|  | RB Leipzig                       | Rangers                          | Rangers                          | Rangers                          | 1 (4)                | 2 | 3           | 5           |             |             |  |  |        |        |        |        |  |  |         |         |         |         |  |  |           |           |           |           |
|  | RB Leipzig                       |                                  |                                  |                                  |                      | 2 | 3           | 5           |             |             |  |  |        |        |        |        |  |  |         |         |         |         |  |  |           |           |           |           |
|  | Real Sociedad                    | 2                                | 1                                | 3                                |                      |   |             |             |             |             |  |  |        |        |        |        |  |  |         |         |         |         |  |  |           |           |           |           |
|  | Real Sociedad                    | 2                                | 1                                | 3                                | RB Leipzig           | — | —           | w/o         |             |             |  |  |        |        |        |        |  |  |         |         |         |         |  |  |           |           |           |           |
|  |                                  |                                  |                                  |                                  | RB Leipzig           | — | —           | w/o         |             |             |  |  |        |        |        |        |  |  |         |         |         |         |  |  |           |           |           |           |
|  |                                  |                                  | Spartak Moscow                   | —                                | —                    |   |             |             |             |             |  |  |        |        |        |        |  |  |         |         |         |         |  |  |           |           |           |           |
|  |                                  |                                  | Spartak Moscow                   | —                                | —                    |   |             |             |             |             |  |  |        |        |        |        |  |  |         |         |         |         |  |  |           |           |           |           |
|  |                                  |                                  |                                  |                                  |                      |   |             |             |             |             |  |  |        |        |        |        |  |  |         |         |         |         |  |  |           |           |           |           |
|  |                                  |                                  |                                  |                                  |                      |   |             |             |             |             |  |  |        |        |        |        |  |  |         |         |         |         |  |  |           |           |           |           |
|  | RB Leipzig                       | 1                                | 2                                | 3                                |                      |   |             |             |             |             |  |  |        |        |        |        |  |  |         |         |         |         |  |  |           |           |           |           |
|  | RB Leipzig                       | 1                                | 2                                | 3                                |                      |   |             |             |             |             |  |  |        |        |        |        |  |  |         |         |         |         |  |  |           |           |           |           |
|  |                                  | Atalanta                         | 1                                | 0                                | 1                    |   |             |             |             |             |  |  |        |        |        |        |  |  |         |         |         |         |  |  |           |           |           |           |
|  | Atalanta                         | Atalanta                         | 1                                | 0                                | 1                    | 2 | 3           | 5           |             |             |  |  |        |        |        |        |  |  |         |         |         |         |  |  |           |           |           |           |
|  | Atalanta                         |                                  |                                  |                                  |                      | 2 | 3           | 5           |             |             |  |  |        |        |        |        |  |  |         |         |         |         |  |  |           |           |           |           |
|  | Olympiacos                       | 1                                | 0                                | 1                                |                      |   |             |             |             |             |  |  |        |        |        |        |  |  |         |         |         |         |  |  |           |           |           |           |
|  | Olympiacos                       | 1                                | 0                                | 1                                | Atalanta             | 3 | 1           | 4           |             |             |  |  |        |        |        |        |  |  |         |         |         |         |  |  |           |           |           |           |
|  |                                  |                                  |                                  |                                  | Atalanta             | 3 | 1           | 4           |             |             |  |  |        |        |        |        |  |  |         |         |         |         |  |  |           |           |           |           |
|  |                                  |                                  | Bayer Leverkusen                 | 2                                | 0                    | 2 |             |             |             |             |  |  |        |        |        |        |  |  |         |         |         |         |  |  |           |           |           |           |
|  |                                  |                                  | Bayer Leverkusen                 | 2                                | 0                    | 2 |             |             |             |             |  |  |        |        |        |        |  |  |         |         |         |         |  |  |           |           |           |           |
|  |                                  |                                  |                                  |                                  |                      |   |             |             |             |             |  |  |        |        |        |        |  |  |         |         |         |         |  |  |           |           |           |           |
|  |                                  |                                  |                                  |                                  |                      |   |             |             |             |             |  |  |        |        |        |        |  |  |         |         |         |         |  |  |           |           |           |           |
|  | RB Leipzig                       | 1                                | 1                                | 2                                |                      |   |             |             |             |             |  |  |        |        |        |        |  |  |         |         |         |         |  |  |           |           |           |           |
|  | RB Leipzig                       | 1                                | 1                                | 2                                |                      |   |             |             |             |             |  |  |        |        |        |        |  |  |         |         |         |         |  |  |           |           |           |           |
|  |                                  | Rangers                          | 0                                | 3                                | 3                    |   |             |             |             |             |  |  |        |        |        |        |  |  |         |         |         |         |  |  |           |           |           |           |
|  | Sheriff Tiraspol                 | Rangers                          | 0                                | 3                                | 3                    | 2 | 0           | 2 (2)       |             |             |  |  |        |        |        |        |  |  |         |         |         |         |  |  |           |           |           |           |
|  | Sheriff Tiraspol                 |                                  |                                  |                                  |                      | 2 | 0           | 2 (2)       |             |             |  |  |        |        |        |        |  |  |         |         |         |         |  |  |           |           |           |           |
|  | Braga (p)                        | 0                                | 2                                | 2 (3)                            |                      |   |             |             |             |             |  |  |        |        |        |        |  |  |         |         |         |         |  |  |           |           |           |           |
|  | Braga (p)                        | 0                                | 2                                | 2 (3)                            | Braga                | 2 | 1           | 3           |             |             |  |  |        |        |        |        |  |  |         |         |         |         |  |  |           |           |           |           |
|  |                                  |                                  |                                  |                                  | Braga                | 2 | 1           | 3           |             |             |  |  |        |        |        |        |  |  |         |         |         |         |  |  |           |           |           |           |
|  |                                  |                                  | Monaco                           | 0                                | 1                    | 1 |             |             |             |             |  |  |        |        |        |        |  |  |         |         |         |         |  |  |           |           |           |           |
|  |                                  |                                  | Monaco                           | 0                                | 1                    | 1 |             |             |             |             |  |  |        |        |        |        |  |  |         |         |         |         |  |  |           |           |           |           |
|  |                                  |                                  |                                  |                                  |                      |   |             |             |             |             |  |  |        |        |        |        |  |  |         |         |         |         |  |  |           |           |           |           |
|  |                                  |                                  |                                  |                                  |                      |   |             |             |             |             |  |  |        |        |        |        |  |  |         |         |         |         |  |  |           |           |           |           |
|  | Braga                            | 1                                | 1                                | 2                                |                      |   |             |             |             |             |  |  |        |        |        |        |  |  |         |         |         |         |  |  |           |           |           |           |
|  | Braga                            | 1                                | 1                                | 2                                |                      |   |             |             |             |             |  |  |        |        |        |        |  |  |         |         |         |         |  |  |           |           |           |           |
|  |                                  | Rangers (s.h.p.)                 | 0                                | 3                                | 3                    |   |             |             |             |             |  |  |        |        |        |        |  |  |         |         |         |         |  |  |           |           |           |           |
|  | Borussia Dortmund                | Rangers (s.h.p.)                 | 0                                | 3                                | 3                    | 2 | 2           | 4           |             |             |  |  |        |        |        |        |  |  |         |         |         |         |  |  |           |           |           |           |
|  | Borussia Dortmund                |                                  |                                  |                                  |                      | 2 | 2           | 4           |             |             |  |  |        |        |        |        |  |  |         |         |         |         |  |  |           |           |           |           |
|  | Rangers                          | 4                                | 2                                | 6                                |                      |   |             |             |             |             |  |  |        |        |        |        |  |  |         |         |         |         |  |  |           |           |           |           |
|  | Rangers                          | 4                                | 2                                | 6                                | Rangers              | 3 | 1           | 4           |             |             |  |  |        |        |        |        |  |  |         |         |         |         |  |  |           |           |           |           |
|  |                                  |                                  |                                  |                                  | Rangers              | 3 | 1           | 4           |             |             |  |  |        |        |        |        |  |  |         |         |         |         |  |  |           |           |           |           |
|  |                                  |                                  | Red Star Belgrade                | 0                                | 2                    | 2 |             |             |             |             |  |  |        |        |        |        |  |  |         |         |         |         |  |  |           |           |           |           |
|  |                                  |                                  | Red Star Belgrade                | 0                                | 2                    | 2 |             |             |             |             |  |  |        |        |        |        |  |  |         |         |         |         |  |  |           |           |           |           |
|  |                                  |                                  |                                  |                                  |                      |   |             |             |             |             |  |  |        |        |        |        |  |  |         |         |         |         |  |  |           |           |           |           |
|  |                                  |                                  |                                  |                                  |                      |   |             |             |             |             |  |  |        |        |        |        |  |  |         |         |         |         |  |  |           |           |           |           |
|  |                                  |                                  |                                  |                                  |                      |   |             |             |             |             |  |  |        |        |        |        |  |  |         |         |         |         |  |  |           |           |           |           |

## Vòng play-off đấu loại trực tiếp
Lễ bốc thăm cho vòng play-off đấu loại trực tiếp được tổ chức vào ngày 13 tháng 12 năm 2021, lúc 13:00 CET.

### Tóm tắt
Các trận lượt đi được diễn ra vào ngày 17 tháng 2, và các trận lượt về được diễn ra vào ngày 24 tháng 2 năm 2022.
| Đội 1                  | TTS         | Đội 2         | Lượt đi | Lượt về      |
| ---------------------- | ----------- | ------------- | ------- | ------------ |
| Sevilla                | 3–2         | Dinamo Zagreb | 3–1     | 0–1          |
| Atalanta               | 5–1         | Olympiacos    | 2–1     | 3–0          |
| RB Leipzig             | 5–3         | Real Sociedad | 2–2     | 3–1          |
| Barcelona              | 5–3         | Napoli        | 1–1     | 4–2          |
| Zenit Saint Petersburg | 2–3         | Real Betis    | 2–3     | 0–0          |
| Borussia Dortmund      | 4–6         | Rangers       | 2–4     | 2–2          |
| Sheriff Tiraspol       | 2–2 (2–3 p) | Braga         | 2–0     | 0–2 (s.h.p.) |
| Porto                  | 4–3         | Lazio         | 2–1     | 2–2          |

### Các trận đấu
| Sevilla                                             | 3–1      | Dinamo Zagreb |
| --------------------------------------------------- | -------- | ------------- |
| - Rakitić 13' (ph.đ.) - Ocampos 44' - Martial 45+1' | Chi tiết | - Oršić 41'   |

| Dinamo Zagreb       | 1–0      | Sevilla |
| ------------------- | -------- | ------- |
| - Oršić 65' (ph.đ.) | Chi tiết |         |

Sevilla thắng với tổng tỷ số 3–2.
| Atalanta            | 2–1      | Olympiacos   |
| ------------------- | -------- | ------------ |
| - Djimsiti 61', 63' | Chi tiết | - Soares 16' |

| Olympiacos | 0–3      | Atalanta                           |
| ---------- | -------- | ---------------------------------- |
|            | Chi tiết | - Mæhle 40' - Malinovskyi 67', 69' |

Atalanta thắng với tổng tỷ số 5–1.
| RB Leipzig                          | 2–2      | Real Sociedad                           |
| ----------------------------------- | -------- | --------------------------------------- |
| - Nkunku 30' - Forsberg 82' (ph.đ.) | Chi tiết | - Le Normand 8' - Oyarzabal 64' (ph.đ.) |

| Real Sociedad   | 1–3      | RB Leipzig                                     |
| --------------- | -------- | ---------------------------------------------- |
| - Zubimendi 67' | Chi tiết | - Orbán 39' - Silva 59' - Forsberg 89' (ph.đ.) |

RB Leipzig thắng với tổng tỷ số 5–3.
| Barcelona            | 1–1      | Napoli          |
| -------------------- | -------- | --------------- |
| - Torres 59' (ph.đ.) | Chi tiết | - Zieliński 29' |

| Napoli                               | 2–4      | Barcelona                                               |
| ------------------------------------ | -------- | ------------------------------------------------------- |
| - Insigne 23' (ph.đ.) - Politano 87' | Chi tiết | - Alba 8' - F. de Jong 13' - Piqué 45' - Aubameyang 59' |

Barcelona thắng với tổng tỷ số 5–3.
| Zenit Saint Petersburg    | 2–3      | Real Betis                                       |
| ------------------------- | -------- | ------------------------------------------------ |
| - Dzyuba 25' - Malcom 28' | Chi tiết | - Rodríguez 8' - Willian José 18' - Guardado 41' |

| Real Betis | 0–0      | Zenit Saint Petersburg |
| ---------- | -------- | ---------------------- |
|            | Chi tiết |                        |

Real Betis thắng với tổng tỷ số 3–2.
| Borussia Dortmund                | 2–4      | Rangers                                                                    |
| -------------------------------- | -------- | -------------------------------------------------------------------------- |
| - Bellingham 51' - Guerreiro 82' | Chi tiết | - Tavernier 38' (ph.đ.) - Morelos 41' - Lundstram 49' - Zagadou 54' (l.n.) |

| Rangers                      | 2–2      | Borussia Dortmund            |
| ---------------------------- | -------- | ---------------------------- |
| - Tavernier 22' (ph.đ.), 57' | Chi tiết | - Bellingham 31' - Malen 42' |

Rangers thắng với tổng tỷ số 6–4.
| Sheriff Tiraspol                 | 2–0      | Braga |
| -------------------------------- | -------- | ----- |
| - Thill 43' (ph.đ.) - Traoré 83' | Chi tiết |       |

| Braga                                       | 2–0 (s.h.p.) | Sheriff Tiraspol                              |
| ------------------------------------------- | ------------ | --------------------------------------------- |
| - Medeiros 17' - R. Horta 43'               | Chi tiết     |                                               |
| Loạt sút luân lưu                           |              |                                               |
| - R. Horta - Musrati - Ruiz - Carmo - Moura | 3–2          | - Dulanto - Bruno - Radeljić - Khalid - Thill |

Tổng tỷ số 2–2. Braga thắng 3–2 trên loạt sút luân lưu.
| Porto               | 2–1      | Lazio          |
| ------------------- | -------- | -------------- |
| - Martínez 37', 49' | Chi tiết | - Zaccagni 23' |

| Lazio                          | 2–2      | Porto                            |
| ------------------------------ | -------- | -------------------------------- |
| - Immobile 19' - Cataldi 90+5' | Chi tiết | - Taremi 31' (ph.đ.) - Uribe 68' |

Porto thắng với tổng tỷ số 4–3.

## Vòng 16 đội
Lễ bốc thăm cho vòng 16 được tổ chức vào ngày 25 tháng 2 năm 2022, lúc 12:00 CET.

### Tóm tắt
Các trận lượt đi được diễn ra vào ngày 9 và 10 tháng 3, và các trận lượt về được diễn ra vào ngày 17 tháng 3 năm 2022.
| Đội 1      | TTS | Đội 2               | Lượt đi | Lượt về      |
| ---------- | --- | ------------------- | ------- | ------------ |
| Rangers    | 4–2 | Red Star Belgrade   | 3–0     | 1–2          |
| Braga      | 3–1 | Monaco              | 2–0     | 1–1          |
| Porto      | 1–2 | Lyon                | 0–1     | 1–1          |
| Atalanta   | 4–2 | Bayer Leverkusen    | 3–2     | 1–0          |
| Sevilla    | 1–2 | West Ham United     | 1–0     | 0–2 (s.h.p.) |
| Barcelona  | 2–1 | Galatasaray         | 0–0     | 2–1          |
| RB Leipzig | w/o | Spartak Moscow      | Bị huỷ  | Bị huỷ       |
| Real Betis | 2–3 | Eintracht Frankfurt | 1–2     | 1–1 (s.h.p.) |

Ghi chú
1. 1 2  RB Leipzig đi tiếp vào vòng sau sau khi UEFA đình chỉ Spartak Moscow khỏi mọi giải đấu do cuộc tấn công vào Ukraina của Nga.[21]

### Các trận đấu
| Rangers                                             | 3–0      | Red Star Belgrade |
| --------------------------------------------------- | -------- | ----------------- |
| - Tavernier 11' (ph.đ.) - Morelos 15' - Balogun 51' | Chi tiết |                   |

| Red Star Belgrade                      | 2–1      | Rangers    |
| -------------------------------------- | -------- | ---------- |
| - Ivanić 10' - Nabouhane 90+3' (ph.đ.) | Chi tiết | - Kent 56' |

Rangers thắng với tổng tỷ số 4–2.
| Braga                       | 2–0      | Monaco |
| --------------------------- | -------- | ------ |
| - Ruiz 3' - V. Oliveira 89' | Chi tiết |        |

| Monaco       | 1–1      | Braga      |
| ------------ | -------- | ---------- |
| - Disasi 90' | Chi tiết | - Ruiz 20' |

Braga thắng với tổng tỷ số 3–1.
| Porto | 0–1      | Lyon          |
| ----- | -------- | ------------- |
|       | Chi tiết | - Paquetá 59' |

| Lyon          | 1–1      | Porto      |
| ------------- | -------- | ---------- |
| - Dembélé 13' | Chi tiết | - Pepê 27' |

Lyon thắng với tổng tỷ số 2–1.
| Atalanta                            | 3–2      | Bayer Leverkusen           |
| ----------------------------------- | -------- | -------------------------- |
| - Malinovskyi 23' - Muriel 25', 49' | Chi tiết | - Aránguiz 11' - Diaby 63' |

| Bayer Leverkusen | 0–1      | Atalanta     |
| ---------------- | -------- | ------------ |
|                  | Chi tiết | - Boga 90+1' |

Atalanta thắng với tổng tỷ số 4–2.
| Sevilla     | 1–0      | West Ham United |
| ----------- | -------- | --------------- |
| - Munir 60' | Chi tiết |                 |

| West Ham United                | 2–0 (s.h.p.) | Sevilla |
| ------------------------------ | ------------ | ------- |
| - Souček 39' - Yarmolenko 112' | Chi tiết     |         |

West Ham United thắng với tổng tỷ số 2–1.
| Barcelona | 0–0      | Galatasaray |
| --------- | -------- | ----------- |
|           | Chi tiết |             |

| Galatasaray  | 1–2      | Barcelona                    |
| ------------ | -------- | ---------------------------- |
| - Marcão 29' | Chi tiết | - Pedri 37' - Aubameyang 49' |

Barcelona thắng với tổng tỷ số 2–1.
| RB Leipzig | Bị hủy   | Spartak Moscow |
| ---------- | -------- | -------------- |
|            | Chi tiết |                |

| Spartak Moscow | Bị hủy   | RB Leipzig |
| -------------- | -------- | ---------- |
|                | Chi tiết |            |

RB Leipzig đi tiếp vào vòng sau.
| Real Betis  | 1–2      | Eintracht Frankfurt       |
| ----------- | -------- | ------------------------- |
| - Fekir 30' | Chi tiết | - Kostić 14' - Kamada 32' |

| Eintracht Frankfurt       | 1–1 (s.h.p.) | Real Betis     |
| ------------------------- | ------------ | -------------- |
| - Rodríguez 120+1' (l.n.) | Chi tiết     | - Iglesias 90' |

Eintracht Frankfurt thắng với tổng tỷ số 3–2.

## Tứ kết
Lễ bốc thăm cho vòng tứ kết được tổ chức vào ngày 18 tháng 3 năm 2022, lúc 13:30 CET.

### Tóm tắt
Các trận lượt đi được diễn ra vào ngày 7 tháng 4, và các trận lượt về được diễn ra vào ngày 14 tháng 4 năm 2022.
| Đội 1               | TTS | Đội 2     | Lượt đi | Lượt về      |
| ------------------- | --- | --------- | ------- | ------------ |
| RB Leipzig          | 3–1 | Atalanta  | 1–1     | 2–0          |
| Eintracht Frankfurt | 4–3 | Barcelona | 1–1     | 3–2          |
| West Ham United     | 4–1 | Lyon      | 1–1     | 3–0          |
| Braga               | 2–3 | Rangers   | 1–0     | 1–3 (s.h.p.) |

### Các trận đấu
| RB Leipzig              | 1–1      | Atalanta     |
| ----------------------- | -------- | ------------ |
| - Zappacosta 58' (l.n.) | Chi tiết | - Muriel 17' |

| Atalanta | 0–2      | RB Leipzig                |
| -------- | -------- | ------------------------- |
|          | Chi tiết | - Nkunku 18', 87' (ph.đ.) |

RB Leipzig thắng với tổng tỷ số 3–1.
| Eintracht Frankfurt | 1–1      | Barcelona    |
| ------------------- | -------- | ------------ |
| - Knauff 48'        | Chi tiết | - Torres 66' |

| Barcelona                               | 2–3      | Eintracht Frankfurt                  |
| --------------------------------------- | -------- | ------------------------------------ |
| - Busquets 90+1' - Depay 90+11' (ph.đ.) | Chi tiết | - Kostić 4' (ph.đ.), 67' - Borré 36' |

Eintracht Frankfurt thắng với tổng tỷ số 4–3.
| West Ham United | 1–1      | Lyon           |
| --------------- | -------- | -------------- |
| - Bowen 52'     | Chi tiết | - Ndombele 66' |

| Lyon | 0–3      | West Ham United                     |
| ---- | -------- | ----------------------------------- |
|      | Chi tiết | - Dawson 38' - Rice 44' - Bowen 48' |

West Ham United thắng với tổng tỷ số 4–1.
| Braga      | 1–0      | Rangers |
| ---------- | -------- | ------- |
| - Ruiz 40' | Chi tiết |         |

| Rangers                                  | 3–1 (s.h.p.) | Braga       |
| ---------------------------------------- | ------------ | ----------- |
| - Tavernier 2', 44' (ph.đ.) - Roofe 101' | Chi tiết     | - Carmo 83' |

Rangers thắng với tổng tỷ số 3–2.

## Bán kết
Lễ bốc thăm cho vòng bán kết được tổ chức vào ngày 18 tháng 3 năm 2022, lúc 13:30 CET, sau khi bốc thăm tứ kết.

### Tóm tắt
Các trận lượt đi được diễn ra vào ngày 28 tháng 4, và các trận lượt về được diễn ra vào ngày 5 tháng 5 năm 2022.
| Đội 1           | TTS | Đội 2               | Lượt đi | Lượt về |
| --------------- | --- | ------------------- | ------- | ------- |
| RB Leipzig      | 2–3 | Rangers             | 1–0     | 1–3     |
| West Ham United | 1–3 | Eintracht Frankfurt | 1–2     | 0–1     |

### Các trận đấu
| RB Leipzig     | 1–0      | Rangers |
| -------------- | -------- | ------- |
| - Angeliño 85' | Chi tiết |         |

| Rangers                                      | 3–1      | RB Leipzig   |
| -------------------------------------------- | -------- | ------------ |
| - Tavernier 19' - Kamara 24' - Lundstram 81' | Chi tiết | - Nkunku 71' |

Rangers thắng với tổng tỷ số 3–2.
| West Ham United | 1–2      | Eintracht Frankfurt      |
| --------------- | -------- | ------------------------ |
| - Antonio 21'   | Chi tiết | - Knauff 1' - Kamada 54' |

| Eintracht Frankfurt | 1–0      | West Ham United |
| ------------------- | -------- | --------------- |
| - Borré 26'         | Chi tiết |                 |

Eintracht Frankfurt thắng với tổng tỷ số 3–1.

## Chung kết
Trận chung kết được diễn ra vào ngày 18 tháng 5 năm 2022 tại Sân vận động Ramón Sánchez Pizjuán ở Seville. Một lượt bốc thăm được tổ chức vào ngày 18 tháng 3 năm 2022, sau khi bốc thăm tứ kết và bán kết, để xác định đội "nhà" vì mục đích hành chính.
| Eintracht Frankfurt                        | 1–1 (s.h.p.) | Rangers                                        |
| ------------------------------------------ | ------------ | ---------------------------------------------- |
| - Borré 69'                                | Chi tiết     | - Aribo 57'                                    |
| Loạt sút luân lưu                          |              |                                                |
| - Lenz - Hrustic - Kamada - Kostić - Borré | 5–4          | - Tavernier - Davis - Arfield - Ramsey - Roofe |